# Toraigh
Toraigh (en anglès Tory Island) és una illa d'Irlanda. Es troba 14,5 kilòmetres al nord-oest de la costa del comtat de Donegal, a la província de l'Ulster. També és coneguda en irlandès com a Oileán Thoraigh, Oileán Thoraí o Oileán Thúr Rí.

## Idioma
La llengua més parlada a l'illa és el gaèlic irlandès, encara que també s'usa l'anglès. Toraigh forma part de la Gaeltacht Cloch Cheann Fhaola i la parla més comuna és l'irlandès d'Ulster.

## Geografia i transport

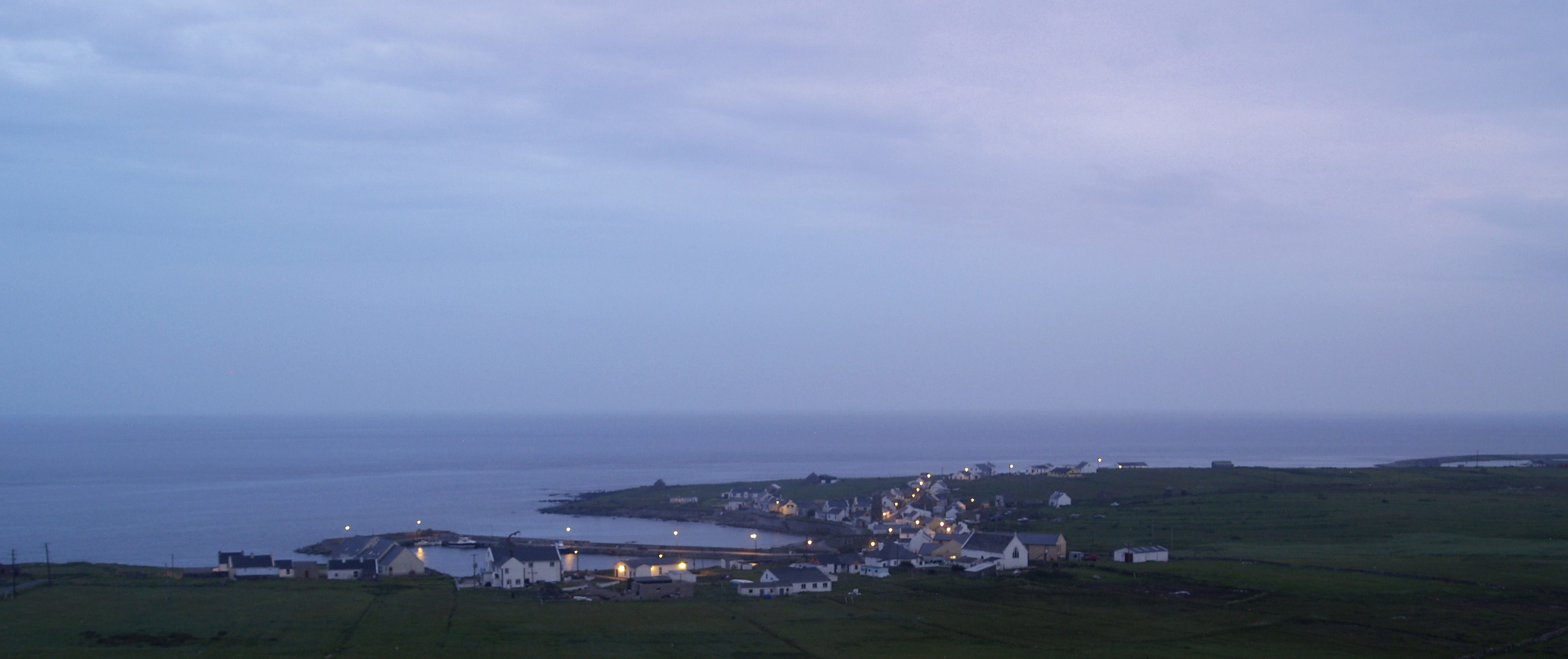
Toraigh al vespre

L'illa fa aproximadament 5 kilòmetres de llarg i un kilòmetres d'ample. El cens de 2002 census recollia una població de 133 habitants. La població es divideix entre quatre viles — An Baile Thoir (East Town), An Baile Thiar (West Town), An Lár (Middletown) i Úrbaile (Newtown).
Tory no té aeroport sinó una línia regular de ferri al comtat de Donegal. El ferri fa viatges diaris d'abril a octubre cinc cops a la setmana durant la resta de l'any. El ferri no agafa cotxes però pot portar fins a 70 passatgers. Durant els mesos d'hivern no és possible travessar el mar degut a les fortes marees.

## Història

### Història antiga
En la història apòcrifa d'Irlanda recollida al Lebor Gabála Érenn, Toraigh era el lloc de la torre de Conand, la fortalesa dels Fomorians, abans que fossin derrotats pels Nemedians en una gran batalla a l'illa. El darrer rei fomorià Balor de l'ull malvat també hi vivia. Balor hi volia empresonar Ethlinn en una torre construïda al Tor Mór (o Túr Mór en irlandès antic, que vol dir torre alta). Tor Mór és el punt més alt de l'illa.
En el segle VI Colmcille hi va fundar un monestir, que va dominar la vida de l'illa fins al 1595, quan fou saquejat i destruït per les tropes angleses, que intentaven suprimir als cabdills locals. Molt a la vora hi va tenir lloc la batalla de Toraigh, la darrera acció de la rebel·lió irlandesa de 1798.

### Història recent
Des dels anys 1950 l'illa ha estat la llar d'una petita comunitat d'artistes i té la seva pròpia galeria d'art. L'artista anglès Derek Hill fou associat a la comunitat artística de Toraigh.
En record d'una antiga tradició els illencs escullen un "rei". L'actual Rí Thoraí és el pintor Patsy Dan Rodgers (Patsaí Dan Mac Ruaidhrí). El rei no té poders formals, encara que té el deure d'actuar com a portaveu de la comunitat de l'illa i donar la benvinguda a l'illa.
L'atenció pública es va centrar en l'illa el 2009, quan un resident ocasional va rebre una indemnització després d'un judici per haver demolit la seva casa i el terreny utilitzat com a aparcament.

## Turisme
Tot i la seva petita dimensió, Toraigh té nombrosos llocs mitològics o històrics:
- Dún Bhaloir (fortalesa de Balor) es troba a la zona est de l'illa. La península és envoltada en tres costats per penya-segats de 90 metres d'alt. Només és accessible travessant un istme estret defensat per quatre terraplens.[13]
- An Eochair Mhór (la gran clau) és un esperó llarg i costerut que sobresurt des del costat oriental de la península i que acaba en una penya anomenada An Tor Mór (la roca gran). El ramal té pinacles rocosos prominents que són coneguts com els "soldats de Balor". (Saighdiúirí Bhaloir). Donen a l'esperó un aspecte dental i contribueixen al seu nom, "la gran clau".

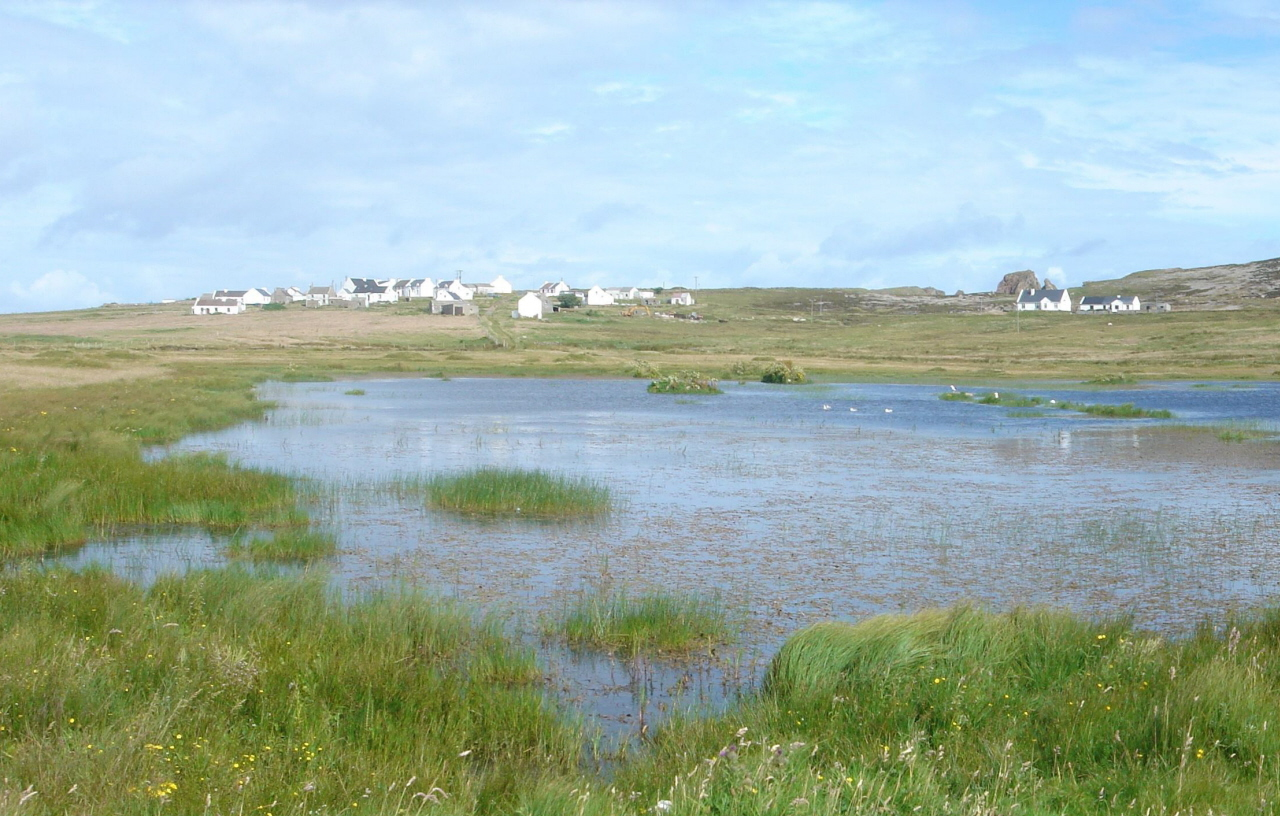
Vista d'An Baile Thoir.

- La pedra del desig és una roca de cim pla precipitada al costat del nord del penya-segat de la fortalesa de Balor. Tradicionalment es concedeix un desig a qualsevol prou temerari que travessi la roca, o que tingui èxit en el llançament de tres pedres sobre ella.
- An Cloigtheach (La Torre de la Campana) és l'estructura més gran que ha sobreviscut a la destrucció del monestir. La torre va ser construïda en el segle VI o VII.
- La Creu Tau (una creu en forma de T) es creu que data del segle xii. És una de les dues creu de Tau a Irlanda (l'altre a Kilnaboy, Comtat de Clare).
- Móirsheisear (Tomba dels Set): Móirsheisear, que en realitat es tradueix com a "Sis Grans" - un terme arcaic per a set - és la tomba de set persones, sis homes i una dona, que es va ofegar quan la seva embarcació es va enfonsar davant Scoilt an Mhóirsheisear (la cova dels set), a la costa nord-oest de l'illa. Segons la superstició local l'argila de la tomba de la dona té el poder per evitar paràsits.[13]
- El far, alçat a l'extrem oest de l'illa, va ser construït entre 1828 i 1832 segons el projecte de George Halpin, un conegut dissenyador de fars irlandès. L'abril del 1990 el far va ser automatitzat. El far és un dels tres de referència a Irlanda per al Differential Global Positioning System (DGPS). El far es troba a 55° 16.357′ N, 8° 14.964′ O / 55.272617°N,8.249400°O
- El Torpede: Es pot veure a mig camí entre An Baile Thiar i An Baile Thoir. Fou llançat a la riba durant la Segona Guerra Mundial, va ser desactivat i fou erigit en la seva ubicació actual.[13]

## Flora i fauna
L'illa és un lloc de reproducció de la guatlla maresa (Crex crex), una espècie amenaçada globalment el nombre de la qual ha disminuït amb la intensificació de l'agricultura. El 2007 Toraigh va enregistrar 18 mascles a la crida, per sota del màxim de 34 mascles a la crida en 2003. A més de la seva avifauna autòctona, l'illa registra moltes aus migratòries.
Els registres antaics de flora i fauna de l'illa es poden trobar a les notes de Hyndman sobre la història de l'illa. Entre les algues locals destaquen: Fucus vesiculosus, Fucus nodosus, Himanthalia lorea, Laminaria digitata, Rhodomenia laciniata, Plocamium coccineum, Ptilota plumosa, Conferva rupestrus, Codium tomtntosum, Codium adhaerens det Dr Harvey.
L'illa no té arbres degut als forts vents.